# بنابل، ادلب
بنابل (به عربی: بنابل) یک روستا در سوریه است که در ناحیه قورقینا واقع شده‌است. بنابل ۵۴۲ نفر جمعیت دارد.